# Europese sledehond
De Europese sledehond (ook wel Eurodog, Eurohound of Scandinavische hond) is een type hond gefokt voor sledehondensport en canicross. De Europese sledehond is een kruising van de husky en verschillende soorten pointers.

## Oorsprong
Volgens Egil Ellis, een topsledehondenracer, zijn verschillende types pointers populair geweest bij Zweedse sledehondenracers voor ten minste de laatste 50 jaar en werden huskies geïmporteerd in Zweden in de jaren '80 van de vorige eeuw; het kruisen van pointers en huskies begon "om met iets nieuws te komen, iets dat de mushers niet hadden in Alaska". "Een Europese sledehond is een kruising tussen een husky en Duitse staande hond... Deze kruising nam voor het eerst met succes zijn intrede in de sledehondensportcompetitie in Scandinavië." De Europese sledehond is geen rashond en is geen hondenras, maar een bastaardhond die gekruist is uit zuivere rassen en mixes om honden te fokken voor specifieke omstandigheden, die in Europa anders zijn dan in bijvoorbeeld het Hoge Noorden.

## Kruising
In plaats van het kruisen van honden die er hetzelfde uitzien om een nieuw ras te creëren met hetzelfde uiterlijk, worden rassen gekruist voor specifieke werk- en gezondheidseigenschappen. Het kruisen houdt het fokken tussen twee pure rassen, met twee zuiver gefokte maar niet-verwante genenpoelen, en het terugfokken van de eerste generatie kruisingen naar een van de rashonden in. Het kruisen wordt ook gedaan met heterosis (hybride groeikracht) als doel. De honden die meestal worden gebruikt voor Europese sledehondkruisingen zijn rashonden als de Duitse staande hond en de Engelse pointer, andere pointers, windhonden en huskies uit zuivere lijnen gefokt voor snelle races.
Europese sledehondkruisingen van de eerste generatie (vijftig procent pointer, vijftig procent husky) hebben een korte vacht, geschikt voor snelle races waarin geen rust- of slaappauzes worden gehouden op het parcours. Wanneer de eerste generatie kruisingen andermaal worden gekruist met de husky, kan het resultaat een dikkere vacht hebben, geschikt voor langere afstanden. De meeste afstandsracers hebben een voorkeur voor 1/8 pointergenen in een hond voor maximale prestaties. Dit reduceert dan de invloed van de Europese sledehond en de honden zouden huskykruisingen genoemd moeten worden.
De term "Europese sledehond" werd verzonnen door Ivana Nolke, om de Europese racehonden van de Alaskaanse te onderscheiden. Windhond-pointerkruisingen worden "greysters" genoemd en zijn populair voor races op droge ondergrond en in beperkte mate in sneeuw.

## Uiterlijk en soorten
Doordat de Europese sledehond een zorgvuldig gefokt type prestatiehond is, in plaats van een geregistreerde rashond, kan zijn uiterlijk variëren. Karaktertrekken van pointers, huskies en elke andere rassen die gebruikt worden om deze hond te fokken, kunnen voorkomen. Fokkers kunnen een specifieke grootte of haarlengte voor het type als doel voorop stellen, afhankelijk van het soort races. "Onze pointers en de meeste van onze kruisingen hebben een gewicht van 18 tot 24 kilo" (Egil Ellis).
Tamelijk veel voorkomende eigenschappen van fifty-fiftykruisingen zijn hangende oren, zwart met witte (soms bruine) vlekken of stipjes. Sommige honden hebben ook enkel stipjes. Als het percentage pointer daalt, beginnen de honden meer te lijken op huskies.
De husky gebruikt voor sprinten wordt zuiver gefokt voor prestaties, sinds sledehondensport begon in Alaska. De genenpoel van de Duitse staande hond en Engelse pointer wordt begrensd door het feit dat het geregistreerde rassen zijn, maar ze werden ook gefokt voor prestaties; de Scandinavische pointers waaruit de eerste Europese sledehonden ontstonden waren in het verleden gebruikt voor sledehondensport en de jacht.